# Félines-Termenès
Félines-Termenès település Franciaországban, Aude megyében. Lakosainak száma 133 fő (2022. január 1.). Félines-Termenès Davejean, Laroque-de-Fa, Palairac, Termes és Villerouge-Termenès községekkel határos.

## Népesség
A település népessége az elmúlt években az alábbi módon változott:
| Lakosok száma | 105  | 106  | 107  | 141  | 120  | 113  | 117  | 127  | 129  | 133  |
|               | 1968 | 1982 | 1990 | 2006 | 2013 | 2015 | 2017 | 2019 | 2020 | 2022 |